# 长叶青冈
长叶青冈（学名：Cyclobalanopsis longifolia）为壳斗科青冈属下的一个种。